# 호제르 이바녜스
호제르 이바녜스 다 시우바(포르투갈어: Roger Ibañez da Silva, 1998년 11월 23일 ~ )는 브라질의 축구 선수이다. 그의 포지션은 중앙 수비수 또는 수비형 미드필더로, 현재 사우디 프로페셔널리그의 알아흘리에서 활약하고 있다.

## 클럽 경력

### 초기 경력
히우그란지두술 카넬라에서 우루과이인 어머니 사이에서 태어난 이바녜스는 2016년에 18세의 나이로 그레미우 아틀레티코 오소리넨시에서 선수 생활을 시작했다. 미드필더로 활약한 그는 같은 해 말에 PRS에 입단했고, 클럽의 첫 프로 대회였던 2016년 코파 세레나에서 성인 무대 데뷔전을 치렀다.
2016년 12월 5일, 이바녜스는 세르지피로 임대되었다. 그러나, 다음 해 3월 4일, 드물게 출전한 후, 그는 PRS에 복귀하였다. 복귀 후, 그는 PRS의 주전 선수로 캄페오나투 가우슈 세리이 B에서 활약했다.

### 플루미넨시
2017년 중반, 이바녜스는 플루미넨시에 임대 이적하여 U-20 팀에 배정되었다. 아벨 브라가 감독에 의해 2018 시즌 1군으로 승격된 그는, 2018년 1월 20일, 0-0으로 비긴 보타포구와의 캄페오나투 카리오카 홈경기에서 선발로 출전하며 프로 데뷔전을 치렀다.
2018년 2월 28일, 이바녜스는 플루미넨시와 5년 계약을 맺으며 완전 이적하였다. 그는 4월 15일, 2-1로 패한 코린치앙스와의 원정 경기에서 세리이 A 데뷔전을 치렀고, 시즌을 14번의 리그 경기 출전으로 마쳤다.

### 아탈란타
2019년 1월 29일, 이바녜스는 이탈리아의 아탈란타로 이적하였다. 2월에 선수단에 합류한 이바녜스는 5월 11일, 2-1로 이긴 제노아와의 경기에서 공격수 요시프 일리치치와 교체 투입되어 막판 몇 분을 뛰며 데뷔전을 치렀다. 이 경기에서 팀은 세리에 A 4위권 진입과 구단 역사상 처음으로 UEFA 챔피언스리그 진출권을 놓고 치열한 경쟁을 펼쳤고, 결국 그것을 달성하였다.
이바녜스는 다음 시즌, 아탈란타의 2019-20년 UEFA 챔피언스리그 조별 리그 마지막 경기에서 유럽대항전 데뷔전과 시즌 첫 경기를 치렀다. 샤흐타르 도네츠크와의 원정 경기에서 승리가 필요했던 이바녜스는 1-0으로 리드하고 있는 아탈란타의 마지막 20분에 중앙 공격수 루이스 무리엘을 대신해 교체 투입되었고, 승리를 위해 기존의 3백을 포기하고 4백을 구축했다. 이바녜스는 이전의 챔피언스리그 5경기 출전 명단 중 1경기 교체 선수 명단에 그쳤으나, 하파엘 톨로이의 출장 정지와 시몬 키예르의 부상으로 인해 그의 출전이 가능해졌다. 아탈란타는 3-0으로 이겨 결선 토너먼트에 진출하였다.

#### 로마 (임대)
2020년 1월 27일, 그는 세리에 A의 로마로 이적하여 4년 6개월 계약을 맺었다. 이적은 2021년 6월 30일까지 임대로 구성되며, 특정 조건이 충족될 경우 €8M의 이적료에 완전 이적으로 전환된다.

### 로마
2021년 3월 4일, 이바녜스는 로마와 2025년 6월 30일까지 연장 계약을 맺었다.

## 국가대표팀 경력
2022년 9월 9일, 이바녜스는 가나와 튀니지와의 친선 경기를 앞두고 브라질 축구 국가대표팀에 처음으로 차출되었다. 그는 9월 27일, 5-1로 이긴 튀니지와의 경기에서 데뷔전을 치렀다.

## 수상 내역
로마
- UEFA 유로파컨퍼런스리그: 2021–22[12]